# Augustin I. Bartolomäus Hille

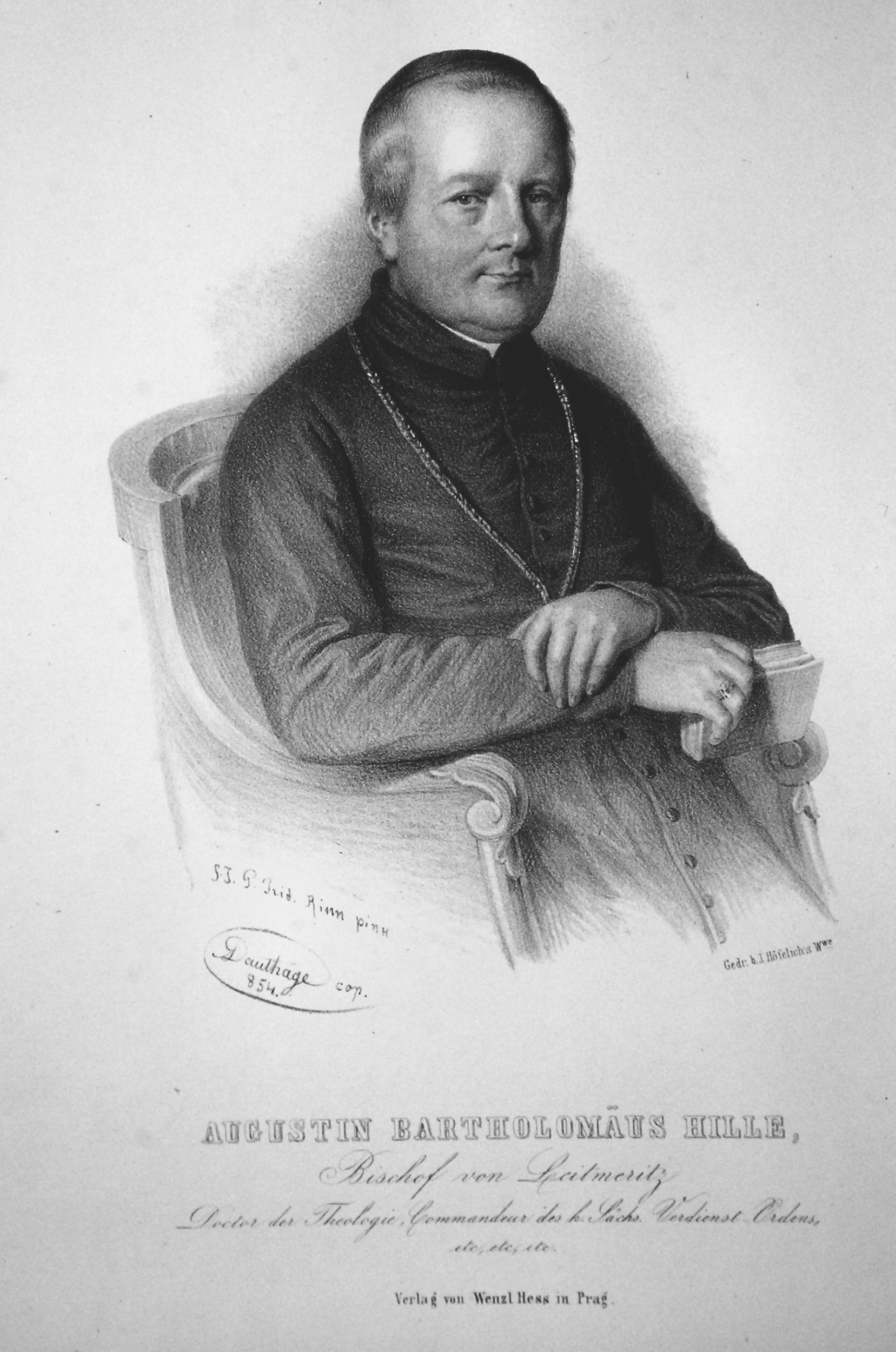
Augustin Bartholomäus Hille, Lithographie von Adolf Dauthage, 1854

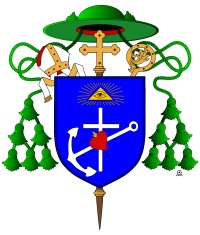
Wappen Augustin Bartolomäus Hille, Bischof von Leitmeritz (1832–1865)

Augustin Bartolomäus Hille (auch Augustin Bartholomäus Hille; tschechisch Augustin Bartoloměj Hille); * 2. Dezember 1786 in Großschönau, Leitmeritzer Kreis; † 26. April 1865 in Leitmeritz war von 1831 bis 1865 Bischof von Leitmeritz. 

## Werdegang
Augustin Bartolomäus Hille war zunächst Nachhilfelehrer. Da er Priester werden wollte, studierte er am Leitmeritzer Priesterseminar Philosophie und Theologie. Am 23. April 1810 erhielt er die Priesterweihe. Anschließend wirkte er als Kaplan und Katechet in Schluckenau. Ab 1820 lehrte er Pastoraltheologie an der Diözesan-Lehranstalt in Leitmeritz, wo er 1824 zum Konsistorialrat sowie zum Rektor des Priesterseminars, 1826 zum Ehrendomherrn und 1831 zum Domherrn ernannt wurde.

## Bischof von Leitmeritz
Nach der Erhebung des Leitmeritzer Bischofs Vincenz Eduard Milde zum Erzbischof von Wien wurde Augustin Bartholomäus Hille zu dessen Nachfolger berufen. Am 19. September 1832 erfolgte die Bischofsweihe und 1841 Ehrenbürger der Stadt Leitmeritz.
Während seiner Amtszeit von 1831 bis 1865 in Leitmeritz wurde 1845 das Marienhospital errichtet, die Wenzelskirche neu geweiht und eine Lehrerbildungsanstalt gegründet. Nach den Reformen des Josephinismus wurden die Jesuiten nach Leitmeritz berufen und 1850 entstand ein Knabenkonvikt in Oberpolitz, das später nach Mariaschein verlegt wurde. 1859 wurde eine Taubstummenanstalt eröffnet. Für den Klerus wurden Exerzitien und ab 1855 regelmäßig Pastoralkonferenzen abgehalten. Seit 1861 war Augustin Bartolomäus Hille auch Mitglied des Böhmischen Landtags.